# Großsteingrab von Kritzow

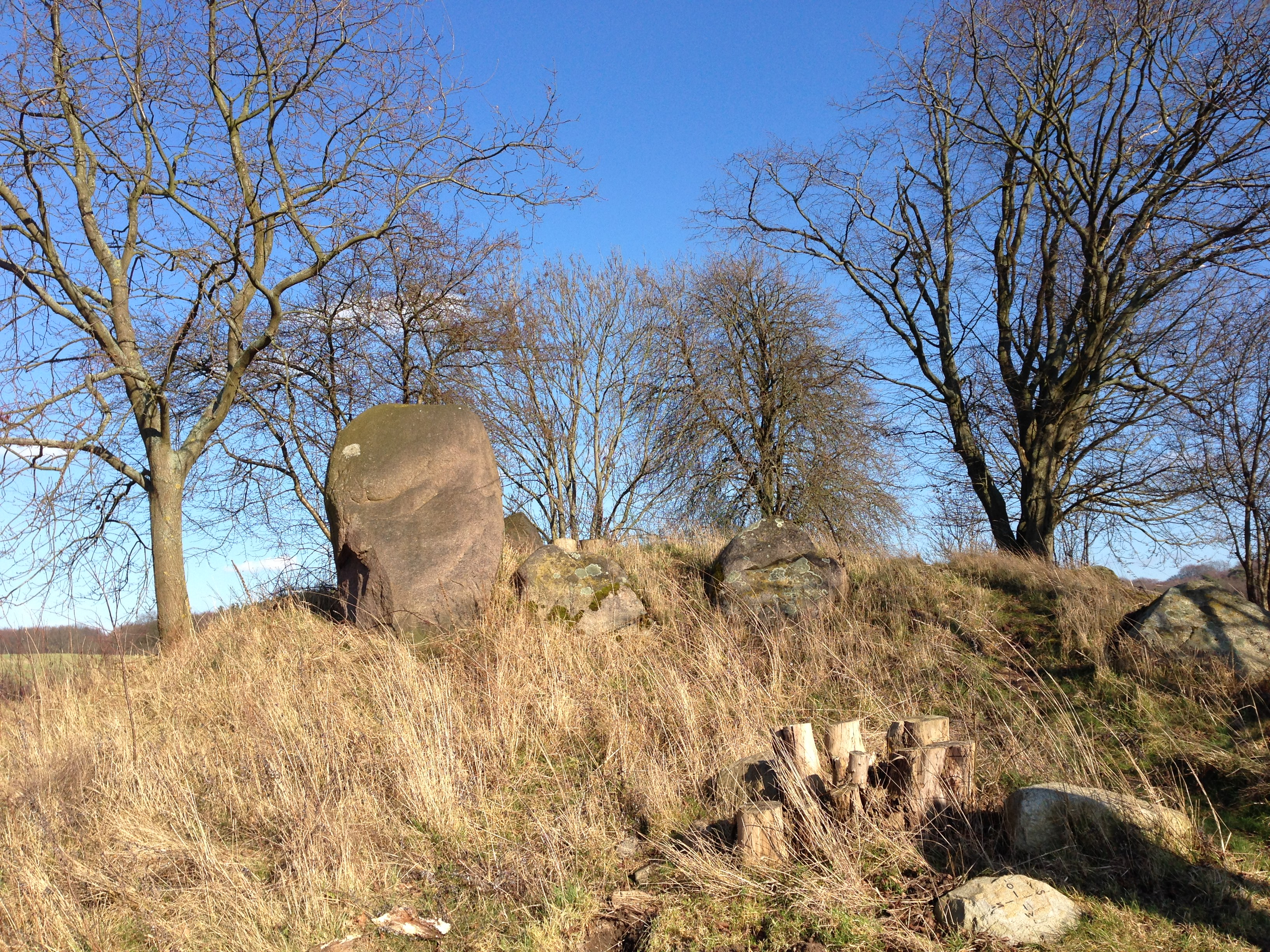
Großsteingrab von Kritzow mit Wächterstein

Das Großsteingrab von Kritzow bei Kritzow, einem Ortsteil von Langen Brütz im Landkreis Ludwigslust-Parchim bei Schwerin in Mecklenburg-Vorpommern wird mitunter als Hünenbett ohne Kammer angesprochen, da sich heute keine Hinweise auf eine Kammer finden. Bei Untersuchungen im Jahre 1904 sollen allerdings an der östlichen Seite Reste einer Kammer entdeckt worden sein. Der östliche Teil ist allerdings schlecht erhalten.
Das Großsteingrab der Trichterbecherkultur (TBK), entstand zwischen 3500 und 2800 v. Chr. Es trägt die Sprockhoff-Nr. 402. Bei Ewald Schuldt (1914–1987) und Hans-Jürgen Beier irrtümlich mit Sprockhoff-Nr. 381 versehen. Das etwa Ost-West orientierte Hünenbett von 22,5 × 6,5 m, verjüngt sich in Richtung Osten nur leicht. Am westlichen Ende stehen die größten Steine. Auffallend ist der erhaltene 2,5 m hohe nordwestliche Eckstein (der andere fehlt) ein Wächterstein von etwa 10 Tonnen Gewicht.
In der Umgebung von Kritzow gab es früher zahlreiche Großsteingräber, die jedoch zerstört worden sind. Die Steine wurden insbesondere zum Bau des Paulsdamms 1840/41 im Schweriner See und zum Straßenbau verwendet.